# 131 Vala

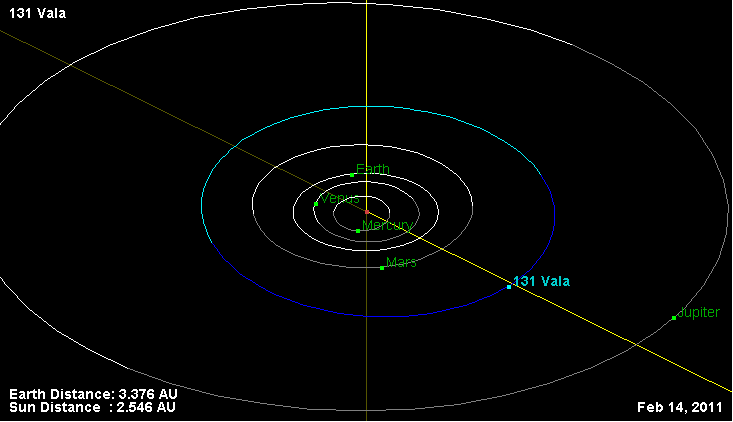
Órbita de 131 Vala.

Vala (asteroide 131) é um asteroide da cintura principal com um diâmetro de 40,44 quilómetros, a 2,2684839 UA. Possui uma excentricidade de 0,0670693 e um período orbital de 1 384,92 dias (3,79 anos).
Vala tem uma velocidade orbital média de 19,10071252 km/s e uma inclinação de 4,95757º.
Este asteroide foi descoberto em 24 de Maio de 1873 por Christian Peters.